# 滝川バイパス

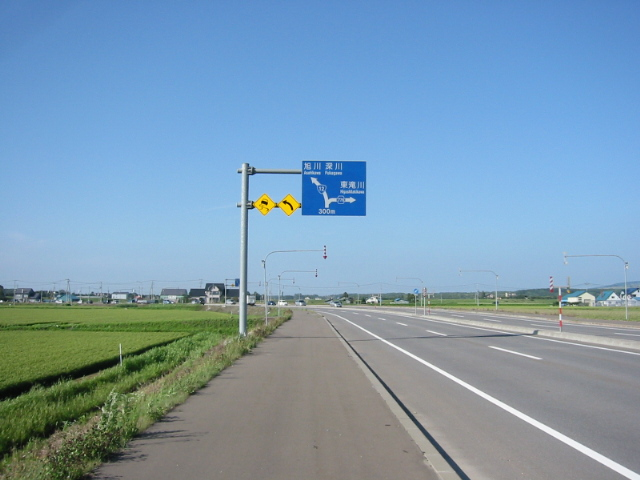
北滝の川付近（2005年8月）

滝川バイパス（たきかわバイパス）は、北海道砂川市から滝川市に至る国道12号のバイパス道路。
美唄市光珠内から続く「日本一の直線道路」の北端を含んでいる。1990年（平成2年）に当路線の新空知大橋が暫定2車線で供用開始したことにより、直線区間が27.7 kmから29.2 kmに延長した。

## 道路施設
- 新空知大橋 (上り：677.00 m、下り：677.00 m)[4]
- 新町こ道橋 (12.10 m)[4]
- 東町高架橋 (上り：175.60 m、下り：175.60 m)[4]

## 交差する道路
| 道路                                | 場所                          | 備考                                              |
| 札幌・岩見沢方面                    | 札幌・岩見沢方面              | 札幌・岩見沢方面                                  |
| ----------------------------------- | ----------------------------- | ------------------------------------------------- |
| 国道12号                            | 砂川市空知太東1条6丁目・7丁目 | 〈中央国道〉                                      |
| 国道38号                            | 滝川市東町1丁目               | 〈東大通〉・〈芦別国道〉 日本一長い直線道路の終点 |
| 〈一丁目通〉                        | 滝川市東町7丁目・8丁目        |                                                   |
| 〈三丁目通〉                        | 滝川市南滝の川                |                                                   |
| 北海道道776号北滝の川東滝川停車場線 | 滝川市北滝の川                |                                                   |
| 国道12号                            | 滝川市滝の川町西5丁目         | 〈中央国道〉                                      |
| 旭川・深川方面                      |                               |                                                   |

## 参考資料
- 高橋丞二、蹴揚一男、渋田貢司 (1994). 新空知大橋の工事報告 (PDF) (Report). 土木研究所寒地土木研究所. 2017年2月7日閲覧。